# Condo (pera)
 'Condo' es un cultivar moderno de pera europea Pyrus communis. Un híbrido de pera del cruce de 'Conference' x 'Doyenné du Comice'. Criado en 1951 por G. Lubberts, en la antigua escuela de horticultura de Maatschappij van Weldadigheid en Frederiksoord (actualmente: "Escuela de horticultura Gerard Adriaan van Swieten") Holanda. Las frutas son descritas como muy buenas.

## Origen
La variedad se obtuvo en 1951, del cruce del Parental-Madre 'Conference' donde el donador de polen Parental-Padre es 'Doyenné du Comice'. Es una obtención de G. Lubberts de Escuela de horticultura Gerard Adriaan van Swieten, (Holanda). Su bautismo se remonta a 1951.
'Condo' está cultivada en diversos bancos de germoplasma de cultivos vivos tales como en National Fruit Collection (Colección Nacional de Fruta) de Reino Unido con el número de accesión: 1978 - 090 y Nombre Accesión : Condo.

## Características
'Condo' árbol de extensión erguida, de vigor moderadamente vigoroso. Está en el "grupo de floración 4", tiene un tiempo de floración que comienza a partir del 17 de abril con el 10% de floración, para el 21 de abril tiene una floración completa (80%), y para el 28 de abril tiene un 90% caída de pétalos.
'Condo' tiene una talla de fruto grande; forma piriforme, con un peso promedio de 214,00 g; con nervaduras fuertes; epidermis con color de fondo amarillo, con un sobre color rosa, importancia del sobre color muy bajo, y patrón del sobre color chapa / moteado, presentando un rubor rojo pardusco que cubre las dos cuartas partes de la superficie, las lenticelas blanquecinas son abundantes, aunque apenas visibles en el lado sombreado, "russeting" (pardeamiento áspero superficial que presentan algunas variedades) bajo / medio (1-50%); cáliz medio y abierto, ubicado en una cuenca de profundidad media; pedúnculo de una longitud de corto-medio, con un ángulo oblicuo, con una curva muy débil, y un grosor medio-grueso; carne de color amarillo / rosa. Es suculenta y se derrite en la boca.
El "russeting" (pardeamiento áspero superficial que presentan algunas variedades), es más o menos importante dependiendo de las condiciones climáticas.
Su tiempo de recogida de cosecha se inicia a finales de septiembre. Se mantiene bien durante dos meses en cámara frigorífica.

### Recogida
Se practica del 20 de septiembre al 10 de octubre, con diferencias debido a situaciones más o menos nórdicas.

## Cultivo
Esta variedad de pera es conocida por su fruta grande que se puede disfrutar hasta enero si se mantiene fría en una cámara frigorífica o en una bodega ventilada. Encontramos este peral en casi todas partes en Francia gracias a su fácil adaptación, pero encuentra un lugar privilegiado en un terreno no demasiado calizo, soleado, rico y fresco. Es un árbol frutal particularmente resistente, especialmente frente a la costra de sarna.
Para injertar los perales, uno puede usar como portainjerto un membrillo de Provenza.
La producción se verá favorecida por la presencia de variedades polinizadoras como las peras 'Bartlett', 'Beth', 'Fondante d'Automne', 'Gorham', 'Louise Bonne of Jersey', 'Merton Pride', 'Packham's Triumph', y 'Winter Nelis'.